# Udea rubigalis
Udea rubigalis là một loài bướm đêm thuộc họ Crambidae which has a range throughout Bắc Mỹ, Trung Mỹ và Nam Mỹ.

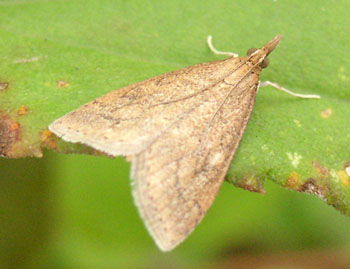

Ấu trùng ăn beans, beets, celery và spinach.

## Hình ảnh

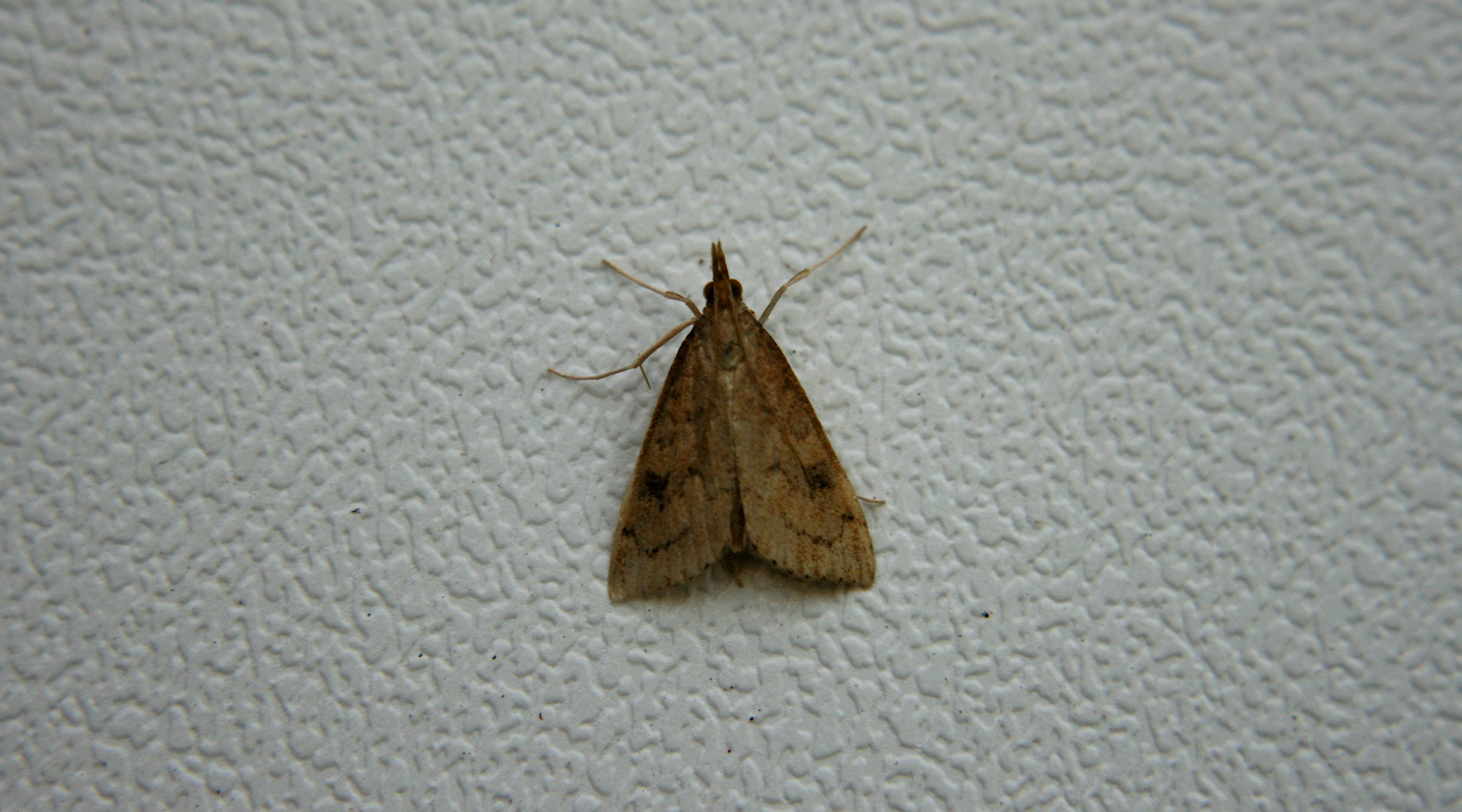